# CJ Bolland
C. J. Bolland (nacido Christian Jay Bolland el 18 de junio de 1971 en Inglaterra) es un productor y remezclador de música electrónica.

## Biografía
Nacido en Stockton-on-Tees, Condado de Durham, la familia de Bolland se trasladó a Amberes, Bélgica cuando tenía tres años de edad. En su adolescencia estuvo influenciado por la escena underground belga de new wave, electro y EBM encarnada por artistas como Front 242, Neon Judgement y The Klinik.
Sus primeras producciones fueron transmitidos por el programa de radio 'Liaisons Dangereuses' en Bélgica, y fue uno de los primeros productores  que se alistó a la discográfica belga de techno R&S. Su primer lanzamiento, "Do That Dance" en 1989, seguido por varios más bajo diferentes alias, como 'Space Opera', 'The Project', 'Cee-Jay' y 'Pulse'. Su primer gran éxito fue con el tema "Horsepower" en 1991 incluido en el EP Ravesignal III fue un gran impulso en su carrera con el que ganó aceptación y obtuvo amplia cobertura radiofónica entre los DJs europeos de techno y 1993s cuarto álbum de sesión, incluyendo los sencillos "Camargue" y "Nightbreed" vio garner más elogios y el éxito comercial. El segundo álbum de Bolland para R & S, autopista electrónica, fue lanzado en 1995.
A finales de 1994, dejó el sello R&S para firmar contrato con Internal/Polygram Records. Durante este tiempo se convirtió en el primer artista en lanzar un álbum para la serie DJ-Kicks editado por la discográfica independiente Studio !K7. En 1996, lanza su primer álbum de estudio para Polygram, The Analogue Theatre, el cual contenía su mayor éxito comercial. El sencillo "Sugar Is Sweeter" alcanzó la primera ubicación en el Billboard Hot Dance Club Songs de los Estados Unidos, y el número 11 en la lista de sencillos del Reino Unido.
Otros sencillos que ingresaron en la lista de éxitos del Reino Unido fueron con "The Prophet" (el cual contiene el sampleo de Willem Dafoe en la película de Martin Scorsese, La última tentación de Cristo) y "It Ain't Gonna Be Me" alcanzaron el número 19 y 35 respectivamente. Bolland es también un remixer prolífico incluyendo sus trabajos para Orbital, Depeche Mode, Moby, The Prodigy y Tori Amos.
En 2000, Bolland lanzó la canción "Enter The Robot", una colaboración con el productor australiano Honeysmack, y en 2002 fundó el sello discográfico, Mole Records. En 2004 vio el lanzamiento de The Body Gave You Everything, el álbum debut de Magnus, un proyecto musical en colaboración con Tom Barman, el cantante y fundador de la banda belga de rock, dEUS. En diciembre de 2006, Bolland lanzó un álbum en solitario llamado The 5th Sign por la discográfica digital The Wack Attack Barrack. En octubre de 2009 lanza 500€ Cocktail por Wikkid Records.
Después de un largo receso, Magnus, el proyecto que integra con Tom Barman, lanzó en 2014, el segundo álbum con Magnus titulado Where Neon Goes To Die. Fue precedido por el sencillo "Singing Man", con la voz del líder de Editors, Tom Smith.

## Discografía
- 1990 The Project - Do that dance
- 1991 Space Opera - Space 3001
- 1991 Cee-Jay - The Ravesignal
- 1991 Pulse - Catvoice
- 1991 The Project - Kick The House
- 1991 Space Opera - Space 3001 Remixes
- 1991 CJ Bolland - Ravesignal Vol. II
- 1991 Sonic Solution - Quest EP
- 1991 Angel - 1st Voyage
- 1991 CJ Bolland - Ravesignal III
- 1991 Sonic Solution - Beats Time
- 1992 Sonic Solution - Beats Time Remixes
- 1992 CJ Bolland - The Fourth Sign
- 1993 CJ Bolland - Camargue (radio edit)
- 1993 CJ Bolland - Live at Universe
- 1993 CJ Bolland - Camargue (remixes)
- 1993 Sonic Solution - Bagdad
- 1994 Sonic Solution - Turbulence
- 1995 CJ Bolland - Neural Paradox
- 1995 CJ Bolland - Electronic Highway
- 1995 CJ Bolland - There Can Be Only One
- 1995 CJ Bolland - Starship Universe EP
- 1995 Schism - Red Shift
- 1996 CJ Bolland - The Analogue Theatre
- 1996 CJ Bolland - Sugar is Sweeter - UK #11
- 1997 CJ Bolland - The Prophet - UK #19
- 1999 CJ Bolland - It ain't gonna be me - UK #35
- 2002 CJ Bolland - See Saw
- 2002 The Silence/C.J.Bolland. - Acid Attack
- 2002 The Silence/C.J.Bolland. - Rhythm Freak
- 2003 CJ Bolland - Digger
- 2003 Magnus - Summer's Here
- 2003 Magnus - Jumpneedle
- 2004 Magnus - The body gave you everything
- 2006 Club Acanthus - I Want Your Sex
- 2006 Ghostland - Kranken Zentrale
- 2006 Stereo City - Change The World (City Parade Anthem)
- 2006 Phantom - Ghostmachine
- 2006 CJ Bolland - Riot
- 2006 CJ Bolland - The 5th Sign
- 2006 CJ Bolland - Classics
- 2009 CJ Bolland - 500€ Cocktail